# Josep Maria Albanès i Suñer
Josep Maria Albanès i Suñer (Reus, 15 de juliol de 1805 - Tarragona, 2 d'abril de 1873) va ser un comerciant i polític català.
Pertanyia a una família de comerciants de vi establerta a Reus a inicis del segle xviii, i amb un ric patrimoni en finques.Fill de Ramon Albanès i Clariana botiguer de teles i de Magdalena Sunyer i Nadal tots dos nascuts a Reus. El seu avi, Joan Albanès, havia estat miquelet. D'idees liberals, el 1840 era regidor a l'Ajuntament de Reus amb l'alcalde Pere Sardà i Cailà, i també ho va ser amb l'ajuntament "de consens" de Francesc de Toda el 1845 i amb el de Ramon Alba el 1846. El 1852 va ser un dels fundadors de la Societat recreativa El Círcol, a Reus. Amic personal de Francesc Subirà i de l'alcalde Josep Maria Pàmies, va fer-los-hi costat quan la Vicalvarada el 1854. Els negocis el van portar a fixar la seva residència a Tarragona, on del 1861 al 1865 en va ser alcalde. El 1863 era administrador seglar de l'Hospital Vell de Santa Tecla, i president d'una societat recreativa anomenada "Campos de Recreo" a Tarragona,i el 1868 va ser president de la Junta Revolucionaria tarragonina que després passaria a ser Junta de Govern, de majoria burgesa comercial progressista, amb ell com a alcalde, entre l'octubre i el desembre d'aquell any. Va rebre, com a primera autoritat, al general Prim, de qui era amic, quan va visitar la ciutat el 4 d'octubre de 1868, on arribà per mar. Per un acord del ple municipal, Prim va ser nomenat fill adoptiu de Tarragona i se li va dedicar una plaça, que abans s'havia dit d'Isabel II.
Josep Maria Albanès va sol·licitar el 1863 que li lloguessin el Llatzeret de Salou, a tocar de la Torre Nova, per instal·lar-hi una almadrava.
Cap al 1870 es retirà als seus negocis i va morir a Tarragona el 2 d'abril de 1873 als 67 anys vidu de Serafina Mestres. A la ciutat de Reus existeix una plaça, el Pati Albanès, que ocupa unes finques propietat de la seva família.